# Потпредсједник Републике Српске
Потпредсједник Републике Српске помаже предсједнику Републике Српске у обављању његове функције.
Од предсједничких избора 2002. бирају се два потпредсједника из два различита конститутивна народа у односу на предсједника. Претходно, од 1996, бирао се један потпредсједник са исте листе као и предсједник.

## Мандат
Предсједник Републике Српске има два потпредсједника из различитих конститутивних народа. У случају привремене спријечености предсједника Републике да обавља своје функције, он одређује који ће га од два потпредсједника замјењивати.
Мандат потпредсједника траје четири године. Потпредсједници Републике приликом ступања на дужност полажу заклетву пред Народном скупштином.

## Избор
Предсједника и потпредсједнике Републике бирају грађани непосредним и тајним гласањем на вријеме од четири године. Исто лице може бити изабрано за предсједника или потпредсједника Републике највише два пута узастопно.
Предсједник Републике и потпредсједници Републике директно се бирају са листе кандидата за предсједника Републике Српске, тако што је за предсједника изабран кандидат који оствари највећи број гласова, а за потпредсједнике су изабрани кандидати из друга два конститутивна народа који имају највећи број гласова иза изабраног предсједника Републике.

## Потпредсједници
| Име и презиме (датум рођења—смрти) | Име и презиме (датум рођења—смрти)    | Слика | Почетак/крај обављања функције | Почетак/крај обављања функције | Странка   | Предсједник                    | Референца/е          |
| ---------------------------------- | ------------------------------------- | ----- | ------------------------------ | ------------------------------ | --------- | ------------------------------ | -------------------- |
|                                    | Биљана Плавшић (1930—)                |       | децембар 1992.                 | јул 1996.                      | СДС       | Радован Караџић                | [ 4 ] [ 5 ]          |
|                                    | Никола Кољевић (1936—1997)            |       | децембар 1992.                 | јул 1996.                      | СДС       | Радован Караџић                | [ 6 ]                |
|                                    | Никола Кољевић (1936—1997)            |       | јул 1996.                      | септембар 1996.                | СДС       | Биљана Плавшић                 | [ 7 ]                |
|                                    | Драгољуб Мирјанић (1954—)             |       | септембар 1996.                | новембар 1998.                 | СДС       | Биљана Плавшић                 | [ 7 ] [ 8 ]          |
|                                    | Мирко Шаровић (1956—)                 |       | новембар 1998.                 | јануар 2000.                   | СДС       | Никола Поплашен                | [ 5 ]                |
|                                    | Драган Чавић (1958—)                  |       | јануар 2000.                   | новембар 2002.                 | СДС       | Мирко Шаровић                  |                      |
|                                    | Адил Османовић (1963—) (први мандат)  |       | новембар 2002.                 | новембар 2006.                 | СДА       | Драган Чавић                   |                      |
|                                    | Иван Томљеновић (—)                   |       | новембар 2002.                 | новембар 2006.                 | СДП БиХ   | Драган Чавић                   |                      |
|                                    | Адил Османовић (1963—) (други мандат) |       | новембар 2006.                 | новембар 2010.                 | СДА       | Милан Јелић Рајко Кузмановић   | [ 9 ]                |
|                                    | Давор Чордаш (1959—)                  |       | новембар 2006.                 | новембар 2010.                 | ХДЗ БиХ   | Милан Јелић Рајко Кузмановић   | [ 9 ]                |
|                                    | Енес Суљкановић (1961—)               |       | новембар 2010.                 | новембар 2014.                 | СДП БиХ   | Милорад Додик                  |                      |
|                                    | Емил Влајки (1942—)                   |       | новембар 2010.                 | новембар 2014.                 | НДС       | Милорад Додик                  | [ 10 ]               |
|                                    | Рамиз Салкић (1973—)                  |       | новембар 2014.                 | новембар 2022.                 | СДА       | Милорад Додик Жељка Цвијановић | [ 11 ]               |
|                                    | Јосип Јерковић (1959—)                |       | новембар 2014.                 | новембар 2022.                 | ХДЗ БиХ   | Милорад Додик Жељка Цвијановић | [ 11 ]               |
|                                    | Ћамил Дураковић (1979—)               |       | новембар 2022.                 |                                | Независни | Милорад Додик                  | [ 12 ] [ 13 ] [ 14 ] |
|                                    | Давор Прањић (1994—)                  |       | новембар 2022.                 | ХДЗ БиХ                        |           | Милорад Додик                  | [ 12 ] [ 13 ] [ 14 ] |